# Sphaeronaema aemulans
Sphaeronaema aemulans är en svampart som beskrevs av Berk. & Broome 1873. Sphaeronaema aemulans ingår i släktet Sphaeronaema, divisionen sporsäcksvampar och riket svampar.   Inga underarter finns listade i Catalogue of Life.